# Settimo Torinese
Settimo Torinese és un municipi italià, situat a la ciutat metropolitana de Torí, a la regió del Piemont i a la província de Torí. L'any 2005 tenia 47.441 habitants.